# Pas de grâce pour le Manchot
Pour plus de détails, voir Fiche technique et Distribution.
Pas de grâce pour le Manchot (El tunco Maclovio) est un western mexicain sorti en 1970, réalisé par Alberto Mariscal.

## Synopsis
Tunco Maclovio est hanté par le souvenir de son ami Juan Mariscal, mort à l'âge de 15 ans, d'un coup de feu tiré par lui. Rongé par le remords, il s'est coupé la main, et est devenu un homme solitaire, pistolero et tueur à gages. Il rencontre Sara et Marcelo, ce qui lui redonne goût à la vie. Mais le père de celui qu'il a tué le poursuit et lui annonce qu'il le tuera au moment choisi. Le moment de la mort d'El Tunco ne se passera pas exactement comme le père de Juan l'avait prévu.

## Fiche technique
- Titre français : Pas de grâce pour le Manchot
- Titre original espagnol : El tunclo Maclovio ou Deuda de muerte[1]
- Réalisation : Alberto Mariscal
- Scénario : José Delfos
- Musique : Ernesto Cortázar
- Photographie : Rosalío Solano
- Montage : Carlos Savage
- Durée : 102 min[1]
- Production : Oscar Brooks, Producciones Brooks
- Pays de production :  Mexique
- Dates de sortie :
  - Mexique : 21 novembre 1970[2]
  - France : 22 novembre 1973, inédit à Paris, distribué en province[1]

## Distribution
Sauf indication contraire, les informations mentionnées dans cette section peuvent être confirmées par la base de données cinématographiques IMDb,  présente dans la section « Liens externes ».
- Julio Alemán : El Tunco Maclovio Castro
- Juan Miranda : Julián
- Mario Almada : Juan Mariscal
- Barbara Angely (es) : Sara Montaño
- Nora Cantú : propriétaire du restaurant
- Julián Bravo (es) : Marcelo Pavón
- Eric del Castillo (es) : Yuma
- José Ángel Espinosa 'Ferrusquilla' : pistolero
- Eduardo Alcaraz (es) : Tadeo Moncada
- Carlos Agostí : commissaire
- Federico Falcón : Martín
- 'Chico' Hernandez : garçon dans la ville
- Juan José Laboriel : Clemente
- Roberto Meyer : Matías